# Joël Sami
Andre-Joël Sami (sinh ngày 13 tháng 11 năm 1984 ở Montfermeil, Seine-Saint-Denis) là một hậu vệ bóng đá người CHDC Congo hiện tại thi đấu cho Ratchaburi Mitr Phol. Anh có màn ra mắt đầu tiên cho Đội tuyển bóng đá quốc gia Cộng hòa Dân chủ Congo trước Algérie ngày 26 tháng 3 năm 2008.
Sami thử việc tại Leeds United trong đầu mùa giải 2003-04 và thậm chí xuất hiện trong bức ảnh của đội bóng. Tuy nhiên, anh không ký hợp đồng với họ và tiếp tục thử việc ở Bolton Wanderers theo đề nghị của huấn luyện viên Leeds United Peter Reid.